# Anna Stürgkh
Anna Stürgkh (ur. 2 kwietnia 1994 w Wiedniu) – austriacka polityczka i działaczka samorządowa, deputowana do Parlamentu Europejskiego X kadencji.

## Życiorys
Ukończyła historię na University of Cambridge, została też absolwentką Akademii Dyplomatycznej w Wiedniu. Zaangażowała się w działalność polityczną w ramach ugrupowania NEOS. Została asystentką parlamentarzysty Nikolausa Scheraka, kierowała też kampanią partii skierowaną do młodzieży. Później zatrudniona w prywatnym przedsiębiorstwie, zajmując się relacjami z klientami i zarządzaniem produktem. W latach 2019–2022 pełniła funkcję przewodniczącej JUNOS, organizacji młodzieżowej swojego ugrupowania. W 2020 została wiceprzewodniczącą partyjnej frakcji w radzie stołecznej dzielnicy Wieden.
W wyborach w 2024 uzyskała mandat deputowanej do PE X kadencji.